# Rappen

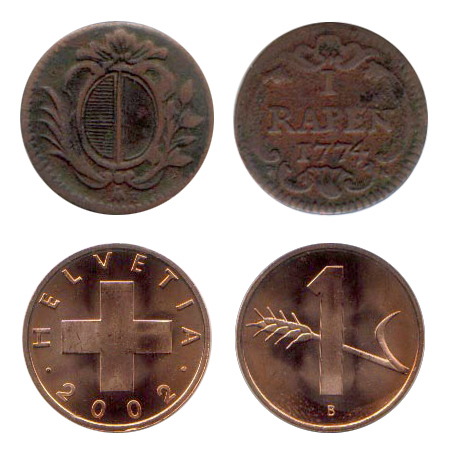
1 rappenes érme 1774-ből és 2002-ből

A rappen egy svájci váltópénz, a svájci frank egyszázada. A név az ország többségét adó német nyelvjárásból ered – franciául centime, olaszul centesimo. A pénzt főleg elszámolási okokból használják napjainkban is.
1 rappent 2006-ig, 2 rappent 1974-ig adtak ki, jelenleg 5, 10, 20 rappenes van forgalomban. Az 50 rappenes nem tartozik szorosan ide, tekintve, hogy névértékén 1/2 frank, és a stílusa is a frankérmékhez köti.
A réz 1 rappenest 1850-től 1941-ig adták ki, 1942-1946 között ugyanolyan ábrájú cinkérmét vertek. 1948-tól az ábra is megváltozott. Az 1 rappenes gyártását az érmegyűjtők nyomására, a 2 rappenestől eltéően 1974-ben nem fejezték be. 2006-ban azonban kiadták az utolsó 1 rappenest.
A 2 rappenesről ugyanez elmondható, de annak gyártását 1974-ben befejezték. 
Az 5 rappen először 1850-ben jelent meg, 1879-től a svájci jelképes nőalak, Helvetia fejalakjával. 1932-1939 között, valamint 1941-ben nikkelből verték, 1981-től új, aranysárga színben pompázik. Ezzel jelenleg az egyetlen nem fémszínű érme Svájcban.

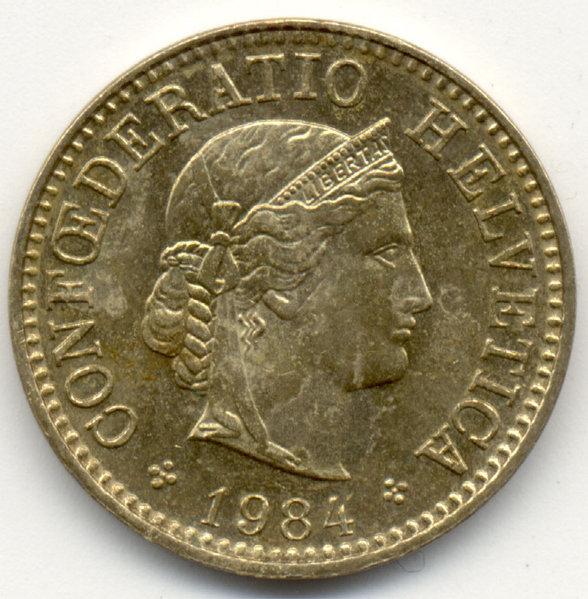
5 rappenes érme

A 10 rappenről sokban hasonlít az 5 rappenhez, anyaga az 1879-es érme óta változatlan – ez utóbbit a mai napig is elfogadják. 
A 20 rappent 1881-től díszíti Helvetia. 1879. és 1880. nem volt kiadási év, 1939-ben áttértek a nikkel pénzérmékről a jelenlegi anyagra. 
Az 1/2 frankos érme (50 rappen) 1850-től van forgalomban, 1967-ig ezüstből készítették (mint az 1, 2 és 5 frankot).